# Charpentieria ernae
Charpentieria ernae is een slakkensoort uit de familie van de Clausiliidae. De wetenschappelijke naam van de soort is voor het eerst geldig gepubliceerd in 1978 door Fauer.